# مکنزی هلث
مکنزی هلث (انگلیسی: Mackenzie Health) نام یک شرکت در ریچموند هیل، انتاریو در کشور کانادا است که به ارائه خدمات بهداشتی و درمانی در جنوب شهرستان یورک می‌پردازد. این شرکت اداره‌کنندهٔ یک شبکهٔ بیمارستانی مشتمل بر بیمارستان مکنزی ریچموند هیل و بیمارستان کورتلوچی وان در شهرک وان است. این شرکت همچنین مراکز مراقبت‌های فوری را نواحی اوک ریجز و میپل اداره می‌کند و یک مرکز بهداشت و سلامت روان نیز در شهر بری دارد. مرکز مِـیپل در سال ۲۰۰۶ راه‌اندازی شد. در نوامبر ۲۰۱۵ این شرکت قراردادی با شرکت فیلیپس امضا کرد تا طراحی اتاق‌ها، تأمین تجهیزات پزشکی-تشخیصی، نرم‌افزارهای تحلیل داده، تجهیزات هشداردهنده و سایر دستگاه‌های بیمارستانی به عهدهٔ فیلیپس باشد.